# کوگ (جغرافیا)

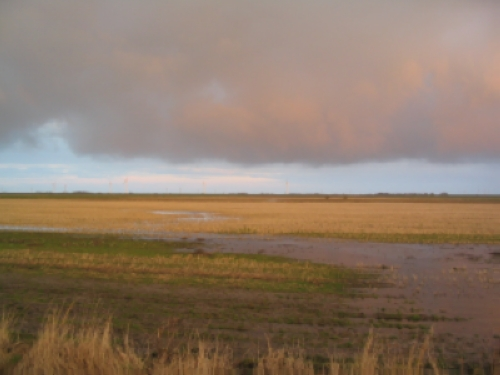
هدویگنکووگ، یکی از کوگ‌های آلمان

کوگ (آلمانی: Koog؛ جمع: köge) یا گرودن نوعی پلدر است که در سواحل دریای شمال آلمان یافت شده و با ساخت خاکریزهایی که زمین را محصور می‌کنند، ایجاد می‌شود. در ادامه این فرایند، زمین‌ها زهکشی شده و مرداب‌هایی را پدیدمی‌آورند. این نوع احیای زمین در کنار رودخانه‌ها نیز استفاده می‌شود. به‌طور کلی، کوگ توسط تعدادی خاکریز (آلمانی: Deiche) محافظت می‌شود.

## ریشه‌شناسی
کلمه کوگ در املای اصلی آلمانی آن، به معنای «زمین مرتفع جلوی خاکریز» می‌باشد. این کلمه در کلمه هلندی نو kaag حفظ شده است. کوگ اکنون به معنای «سرزمین خاکریزدار» است.

## پولدرها
در هلند و مناطق مجاور فریزیای شرقی، کلمه پلدر (آلمانی سفلی: Poller) برای زمینی به کار برده می‌شود که توسط خاکریز محصور شده و از آنجا آب به صورت مصنوعی زهکشی می‌شود. کلمه polder به ترتیب از polre در هلندی میانه، polra در هلندی قدیم و در نهایت از pol- به معنای «قطعه‌ای از زمین که بالاتر از اطراف خود قرار دارد»، با کاربرد پسوند -er و میان‌هشت -d مشتق شده است. این کلمه احتمالاً با واژه انگلیسی pool ارتباط دارد.

## گرودن
اصطلاح گرودن (آلمانی: Groden) که در نیدرزاکسن، به ویژه در بخش شرقی فریزیای شرقی و در سرزمین اولدنبورگ استفاده می‌شود، به مناطق جدیدی از زمین اشاره دارد که تحت تأثیر رسوبات دریا قرار گرفته‌اند؛ بدین شیوه که هنگام جزر و مد، رسوبات توسط دریا روی پهنه‌های گلی ته‌نشین می‌شوند. پس از رسیدن به یک ارتفاع مشخص، زمین خاکریزی می‌شود. زمین‌های خاکریزی شده تبدیل به اینن‌گرودن (آلمانی: innengroden) می‌شوند. در نتیجه زهکشی، خاک حاصلخیز فشرده شده و با گذشت زمان، می‌تواند تا زیر سطح دریا فرو بنشیند. بالا آمدن سطح دریا در جلوی خاکریز و فرونشست مناطق دریایی قدیمی و زهکشی شده در پشت خاکریز، منجر به ساخت خاکریزهای بیشتر در ارتفاع بالاتر می‌شود تا مناطق باتلاقی تازه محصور شده را دربر گیرد. به این ترتیب چیزی که به آن «پلکان پلدر» می‌گویند، شکل می‌گیرد.

## زهکشی

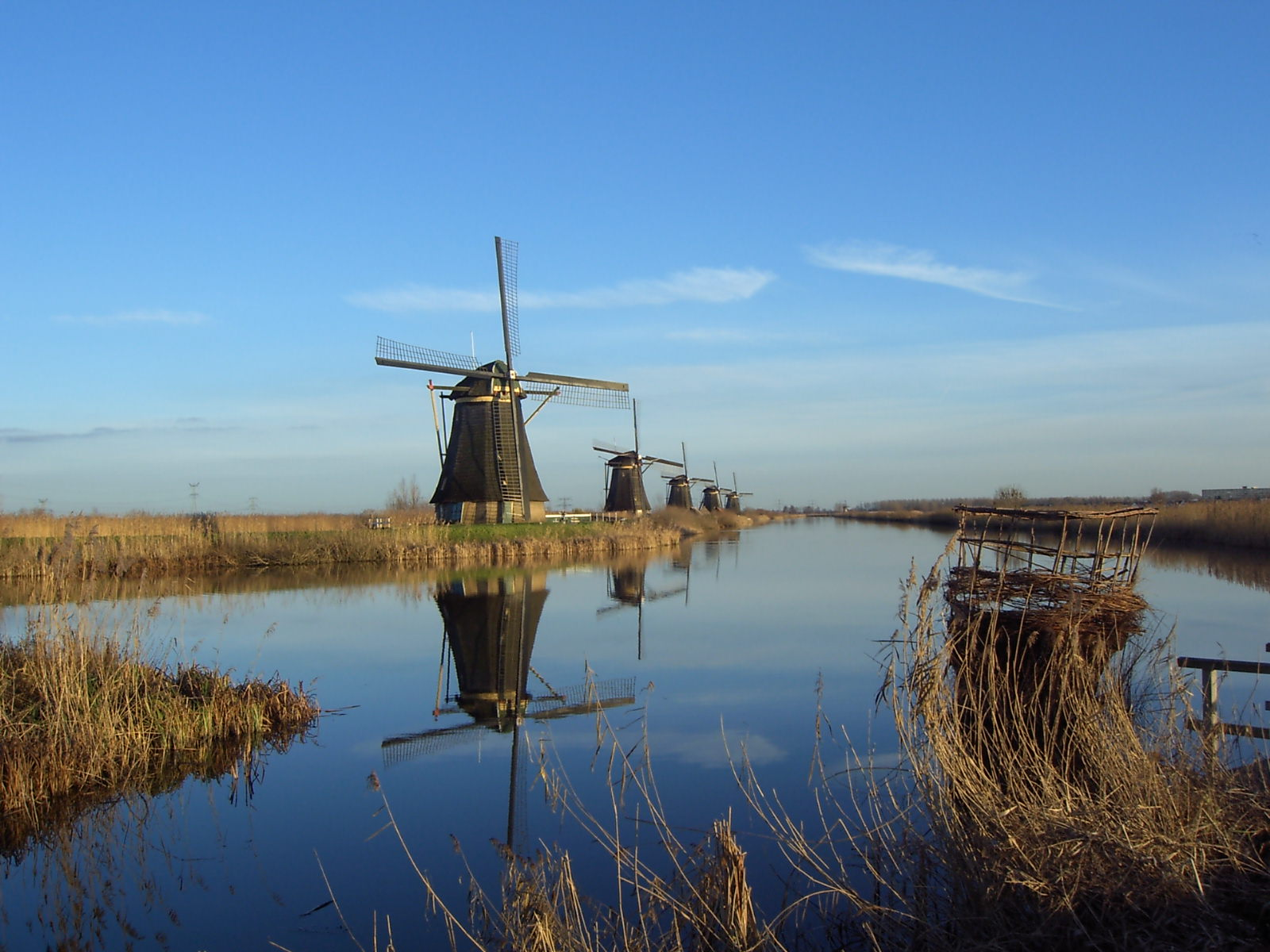
آسیاب (پمپ) روی یک خاکریز در پولدر اووروارد نزدیک کیندردیک

از آنجا که یک کوگ اغلب پایین‌تر از سطح دریا یا رودخانه مجاور قرار دارد، باید مرتباً زهکشی شود. این کار با کمک چاه‌های جذب کننده، دریچه‌های تخلیه، تلمبه‌خانه و پمپ‌های آب انجام می‌شود.
امروزه پمپ‌ها توسط موتورها تغذیه می‌شوند، در دوران پیش از صنعتی شدن و گاهی حتی در مقطع اوج صنعتی‌سازی، آنها توسط نیروی باد (پمپ‌های بادی) به حرکت درمی‌آمدند. دسته‌های آسیاب بادی روی آب‌بندهای دلتای راین، از پمپ‌های آب قدیمی هستند.

## کوگ‌های امتداد رودخانه‌ها
علاوه بر زمین‌های احیا شده از دریا، کوگ می‌تواند به زمین‌های آباد شده در کرانه رودخانه‌ها نیز اشاره داشته باشد. اینها معمولاً زمین‌های مرطوبی هستند که اکنون برای کشاورزی استفاده می‌شوند. این امر، نیازمند ایجاد یک اکوسیستم کاملاً جدید است.
همچنین، این مناطق در رودخانه‌های راین، البه و اودر برای حفاظت در برابر سیل استفاده می‌شوند. پس از فروکش کردن سیل، آب دوباره پمپ می‌شود و زمین می‌تواند تا سیل بعدی برای فعالیت‌های کشاورزی مورد استفاده قرار گیرد.
تا دهه ۱۹۵۰، کوگ‌ها عمدتاً برای احیای زمین برای کشاورزی ایجاد می‌شدند؛ اما از آن زمان به بعد، هدف اصلی ایجاد کوگ‌ها حفاظت ساحلی بوده است.

## ارجاعات
1. ↑  Friedrich Kluge: Etymologisches Wörterbuch. De Gruyter, Berlin 1975, Lemma Kog.
2. ↑  Sijs, N. van der, 2010. Nederlandse woorden wereldwijd, 747 pp. Sdu Uitgevers bv, Den Haag. شابک ‎۹۷۸۹۰۱۲۵۸۲۱۴۸, https://pure.knaw.nl/portal/files/458170/Nww_compleet_archief.pdf, page 155
3. ↑  «polder - (bemalen land)». etymologiebank.nl. دریافت‌شده در ۲۰۲۵-۰۶-۱۵.
4. ↑  Klimapfad Sande, Seite 22 بایگانی‌شده  در ۲۰۱۵-۱۲-۱۵ توسط Wayback Machine (pdf; 1.5 MB), retrieved 20 May 2013
5. ↑  Klaus-Joachim Lorenzen-Schmidt, Ortwin Pelc: Schleswig-Holstein Lexikon. Wachholtz, Neumunster, 2006, Lemma Koog.